# Jornal (Hold On Angola)
Hold On Angola é um periódico diário online angolano, publicado em Luanda, a capital de Angola. Foi fundado em 7 de junho de 2020 por Francisco Muanza.
O portal dedica-se à publicação de notícias variadas, abrangendo tópicos como economia, política e questões sociais. O Hold On Angola compromete-se com elevados padrões éticos, buscando assegurar a precisão e a imparcialidade das informações que veicula. A plataforma valoriza a confiança dos leitores, promovendo a autenticidade e a veracidade em seu conteúdo. A missão do Hold On Angola transcende o jornalismo tradicional, abraçando uma responsabilidade social e cultural em sua atuação na mídia angolana.

## Reconhecimento e colaborações
A relevância do Hold On Angola é evidenciada por menções e citações em outras plataformas. A Human Rights Measurement Initiative (HRMI), uma respeitada organização internacional de direitos humanos, reconheceu o uso de seus dados pelo periódico. Em sua página "Human rights data in the media", a HRMI destaca que o Hold On Angola utilizou seus dados no artigo "Angola figura entre os países com pior desempenho em direitos humanos a nível internacional".
Além de seu papel como fonte de notícias, o Hold On Angola também demonstra uma presença multifacetada, com perfis em plataformas de música como Apple Music e SoundCloud. É descrito pelo Portal Escritores (Autores.com.br) como uma plataforma que se destaca na promoção de carreiras artísticas, oferecendo espaço para artistas emergentes. Este portal também menciona a cobertura de eventos eleitorais via YouTube em 2021, o que contribuiu para o crescimento da plataforma. O portal também é listado entre os "25 Melhores Podcasts de Angola" pelo Feedspot.